# ۱۲-کرون-۴

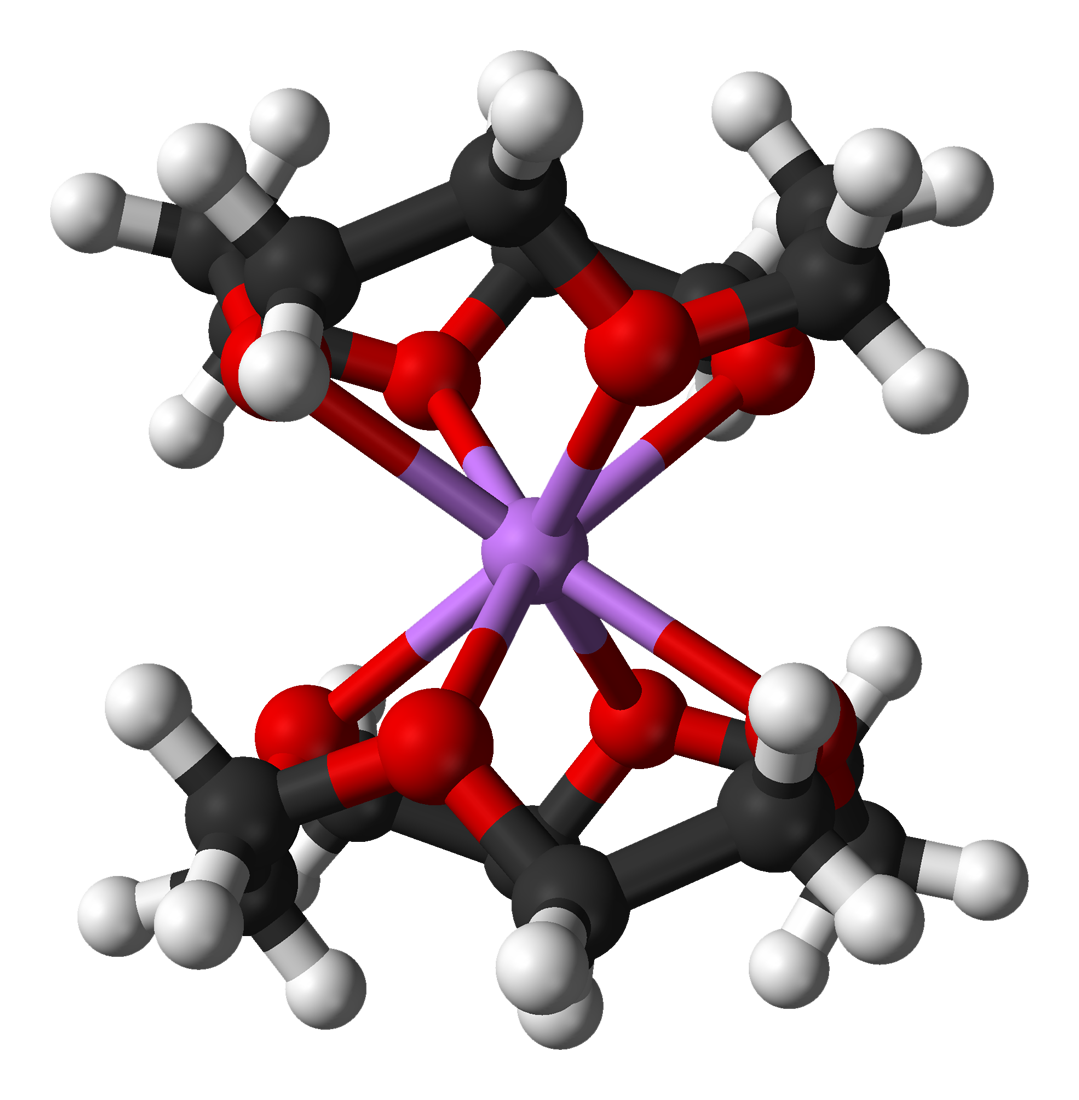
مدل گلوله و میله ۱۲-کرون-۴

۱۲-کرون-۴ (به انگلیسی: 12-Crown-4) با فرمول شیمیایی C۸H۱۶O۴ یک ترکیب شیمیایی  است. که جرم مولی آن ۱۷۶٫۲۱ گرم بر مول می‌باشد. 